# King Biscuit Flower Hour Presents Ringo & His New All-Starr Band
King Biscuit Flower Hour Presents Ringo & His New All-Starr Band es un álbum en directo del músico británico Ringo Starr, publicado por la compañía discográfica King Biscuit en agosto de 2002.
El álbum fue grabado durante la séptima edición de la All-Starr Band, que tuvo lugar en el verano de 2001. Con la excepción del saxofonista Mark Rivera, la formación de la All-Starr Band incluyó nuevos rostros: Greg Lake, guitarrista de Emerson, Lake & Palmer; Ian Hunter, de Mott the Hoople; Roger Hodgson, antiguo componente de Supertramp; y Sheila E., batería de Prince. Durante la gira, y siguiendo el estilo de giras anteriores, Ringo alternó las canciones más exitosas de su carrera desde su etapa en The Beatles hasta la grabación de Time Takes Time, con temas interpretados por miembros de su banda.
King Biscuit Flower Hour Presents Ringo & His New All-Starr Band fue bien recibido por los críticos musicales desde su edición en 2002, aunque no entró en ninguna lista de éxitos. El álbum fue reeditado con portadas diferentes y una lista de canciones ligeramente modificada en dos ediciones europeas: In Concert, publicado en Europa en septiembre de 2006, y Ringo Starr and Friends, en agosto de 2006, publicado por el sello Disky Label.  

## Lista de canciones
| N.º | Título                               | Escritor(es)                                  | Duración |  |
| 1.  | «Photograph»                         | Richard Starkey, George Harrison              | 4:21     |  |
| 2.  | «Act Naturally»                      | Voni Morrison, Johnny Russell                 | 2:32     |  |
| 3.  | «The Logical Song»                   | Rick Davies, Roger Hodgson                    | 3:55     |  |
| 4.  | «No One Is To Blame»                 | Howard Jones                                  | 6:11     |  |
| 5.  | «Yellow Submarine»                   | John Lennon, Paul McCartney                   | 3:07     |  |
| 6.  | «Give a Little Bit»                  | Rick Davies, Roger Hodgson                    | 5:13     |  |
| 7.  | «You're Sixteen»                     | Richard Sherman, Bob Sherman                  | 2:37     |  |
| 8.  | «No No Song»                         | Hoyt Axton, David Jackson                     | 3:20     |  |
| 9.  | «Back Off Boogaloo»                  | Richard Starkey                               | 3:57     |  |
| 10. | «The Glamorous Life»                 | Prince                                        | 9:18     |  |
| 11. | «I Wanna Be Your Man»                | John Lennon, Paul McCartney                   | 4:01     |  |
| 12. | «Lucky Man»                          | Greg Lake                                     | 4:44     |  |
| 13. | «Take The Long Way Home»             | Rick Davies, Roger Hodgson                    | 4:44     |  |
| 14. | «All The Young Dudes»                | David Bowie                                   | 5:35     |  |
| 15. | «Don't Go Where The Road Don't Go»   | Richard Starkey, Johnny Warman, Gary Grainger | 4:39     |  |
| 16. | «With a Little Help from My Friends» | John Lennon, Paul McCartney                   | 5:34     |  |

## Personal
- Ringo Starr: batería, percusión y voz
- Roger Hodgson: guitarra, teclados y coros
- Ian Hunter: guitarra y coros
- Greg Lake: bajo y coros
- Howard Jones: teclados y coros
- Sheila E.: batería y coros
- Mark Rivera: saxofón